# Lassú István (statisztikus)
Lassú István (Lassu István néven is hivatkoznak rá) (Visk, 1797. április 12. – Pest, 1852. január 19.) statisztikus, történész, földrajzi író, genealógus, a magyar királyi udvari kancelláriánál irattári segéd, az Magyar Tudományos Akadémia levelező tagja (1833).
Munkássága a maga korában hézagpótló volt. Számos dolgozatában kora fontosabb államainak leírását adta geográfiai, történelmi és statisztikai szempontból. Szépirodalommal is foglalkozott. Révai nagy lexikona szerint Lassu István is munkatársa volt az Esméretek tára című magyar lexikonnak.

## Élete
Tanulmányait 1812-től Máramarosszigeten végezte. Tanulói pályáján a széki gróf Teleki család segélyezte. Tanulmányi befejeztével 1823-ban a magyar udvari kamaránál Budán lett tisztviselő. Hivatalos elfoglaltsága mellett szakadatlanul foglalkozott az irodalommal, bár mint maga írja: "egy királyi tisztnek, a kitől már maga a hivatal minden nap hat órát von el, valóban nagy szükséget kell az időre nézve szenvednie." Munkái szorgalmas kompilációknál nem egyebek, mégis érezhető hiányt pótoltak annak idejében; azonban írótársainak élesebb nyilatkozatai elkedvetlenítették, korán felhagyott az irodalommal. 1846-tól alirattárnok és Torna vármegye táblabírája volt. A Magyar Tudományos Akadémia 1833. november 15-én választotta levelező tagjai sorába. Tüdővészben halt meg. A Magyar Tudományos Akadémián 1852. március 22-én Toldy Ferenc tartott fölötte emlékbeszédet. Visken (volt Máramaros vármegye) egykori szülőháza (ma már nem áll fenn az épület) közvetlen szomszédságában, az iskola falán emléktáblát helyeztek el és azt 1896. július 12-én ünnepélyes keretek között leplezték le, ahol az MTA-t Szilágyi István képviselte.

## Munkái

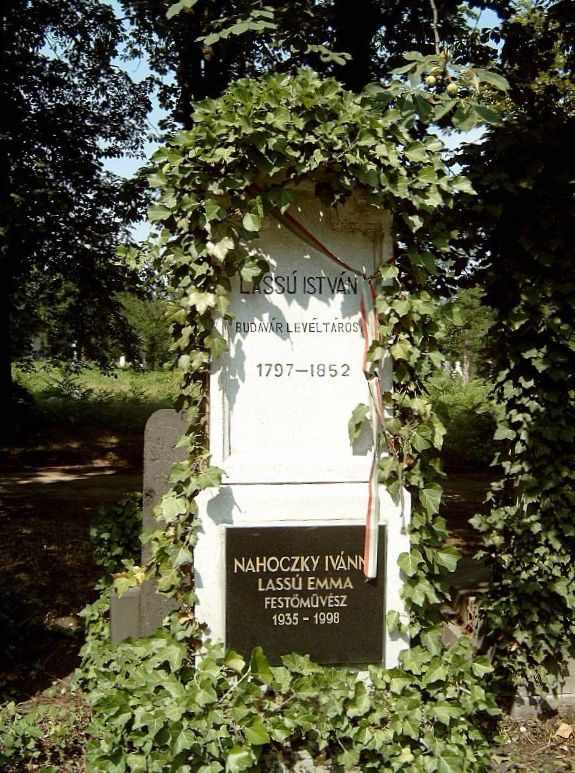
Lassu István sírja Budapesten. Kerepesi temető 17/1-1/a-5.

1. Franczia országnak statistikai, geographiai és historiai leírása. Pest, 1827.
2. Nagy-Britannia statistikai, geographiai és historiai leirása. Uo. 1827. (Ism. Hazai s Külf. Tudósítá-sok I. 22. sz. 2. megbőv. kiadás. Uo. 1830.)
3. Az orosz birodalom statistikai, geographiai, és históriai leírása. Pest, 1827. (2. megbőv. kiadás. Buda, 1831.) Online
4. A lengyel királyság és a krakaui szabad státus statistikai és historiai leírássok. Pest, 1828.
5. A prussziai királyság statistikai, geographiai és historiai leírása. Uo. 1828.
6. A török birodalom statistikai, geographiai és historiai leirása. Uo. 1828. (2. megbőv. kiadás. Buda, 1829.)
7. A statistikára való bévezetés és Európának statistikai, geographiai és historiai rajzolatja s a tudósok és tudományok rövid historiája. Pest, 1828.
8. Az austriai birodalomnak statistikai, geographiai és historiai leirása. Buda, 1829. (2. kiadás, az austriai birodalom földképével. Pest, 1833.)
9. A svéciai és norvégiai s a dániai királyságoknak statistikai, geographiai és historiai leirása. Buda, 1829.
10. Q. Horatius Flaccusnak ódái. A két magyar hazában lévő ifjuságnak és a római classica litteraturában gyönyörködőknek számára nemzeti nyelvén készített magyarázatokkal kiadta. Uo. 1829. (Az ódák első könyvét tartalmazza, pártolás hiánya miatt a többi elmaradt.)
11. Algirnak statistikai, geographiai és historiai leirása. Uo. 1829.
12.  Lassú, István. Az Olasz státusoknak statistikai, geographiai, és históriai leirások (magyar nyelven). Buda: A Magyar Királyi Universitás betűivel (1830). Hozzáférés ideje: 2018. május 8.
13. Világ történetei. Uo. 1832. Két kötet. (A legrégibb időktől Ausztria hatalmas megállapításáig; a részvét elégtelensége megakasztotta a folytatást.)
14. Merkur. Genealogiai, historiai és statisticai zsebkönyv 1836-ra. Uo. 1836. Genealogiai táblával. (Az európai uralkodó házak genealogiája s az európai országok statistikai átnézete. Francziaország föld-irata, Francziaország történetei. Ism. Figyelmező 1837. I. 4. sz. Ezen előfizetésre létesített vállalat a könyvvizsgálatnál váratlan akadályokra talált; hogy pártolóinak némileg eleget tegyen, Francziaország régibb történetét rögtönözte, de e hirtelen munka kemény megrovást aratván, felhagyott ezzel is. Kéziratban maradt ezzel együtt Francziaország történetei a lázadás kitörésétől napjainkig.)
15. Zschokke Áhitatosság óráinak fordítását eszközölte, melynek IV. és V. kötetét maga fordította; a munka névtelenül jelent meg Budán 1828-1830. nyolcz kötetben.
16. James, Utmutatás az idvesség buzgó keresőinek számára. Hatodik kiadás szerint angolból fordítá németre Thiele Henrik és németből magyarra *** Uo. 1840.
Kéziratban a m. n. múzeumban; Vegyes tárgyú értekezései, u. m. Könyvnyomtatás, metszés, pápaszem, távcső, magyar igék formája, török császári hárem 1827-ből. 4rét 27 levél.